# Олексіївка (Березівський район)
Олексі́ївка — село Миколаївської селищної громади у Березівському районі Одеської області в Україні. Населення становить 522 осіб.

## Історія
Під час організованого радянською владою Голодомору 1932—1933 років померло щонайменше 44 жителі села.
12 вересня 1967 року села Олексіївка, Любо-Олександрівка і Раліївка Олексіївської сільради об'єднані в село Олексіївка.

## Населення
Згідно з переписом УРСР 1989 року чисельність наявного населення села становила 580 осіб, з яких 253 чоловіки та 327 жінок.
За переписом населення України 2001 року в селі мешкали 522 особи.

### Мова
Розподіл населення за рідною мовою за даними перепису 2001 року:
| Мова       | Відсоток |
| ---------- | -------- |
| українська | 92,72 %  |
| молдовська | 2,87 %   |
| вірменська | 1,92 %   |
| російська  | 1,34 %   |
| білоруська | 0,38 %   |
| болгарська | 0,19 %   |
| інші       | 0,58 %   |